# Cordyceps fumosorosea
Espèce
Synonymes
- Isaria fumosorosea Wize, 1904[3]
- Spicaria fumosorosea (Wize) Vassiljevsky, 1929
- Paecilomyces fumosoroseus (Wize) A.H.S. Br. & G. Sm., 1957
  - Paecilomyces fumosoroseus var. fumosoroseus (Wize) A.H.S. Br. & G. Sm. 1957
  - Paecilomyces fumosoroseus var. beijingensis Q.X. Fang & Q.T. Chen 1983

Cordyceps fumosorosea, (anciennement nommée Isaria fumosorosea) est une espèce de champignons ascomycètes de la famille des Cordycipitaceae. Ce champignon microscopique, présent dans le sol partout dans le monde, infecte de nombreuses espèces d'insectes (champignon entomopathogène) et d'acariens. Il est utilisé comme agent de lutte biologique, notamment contre les aleurodes des serres. Une formulation contenant 20 % de spores est commercialisée en Europe sous le nom de PreFeRal WG.

## Cycle biologique
La multiplication du champignon Cordyceps fumosorosea passe par des blastospores (spores asexuées). Lorsqu'une de ces spores atterrit sur un hôte approprié, elle produit des enzymes qui lui permettent de traverser la cuticule de l'insecte. Elle émet ensuite un tube de germination qui croît dans l'hémocœle et le champignon prolifère rapidement dans le corps de l'insecte.
Le champignon peut aussi pénétrer par des ouvertures naturelles : spiracles, bouche ou ouverture anale. Le mycélium se développe dans l'hémolymphe et dans les tissus, émergeant finalement du corps de l'insecte pour produire des conidies.
La mortalité des insectes infectés est attribuée à l'évacuation de ses nutriments, à la destruction de ses tissus et à la libération de toxines.

## Hôtes
Ce champignon parasite de nombreuses espèces d'insectes, appartenant à plus de vingt-cinq familles différentes ainsi que de nombreuses espèces d'acariens.
Parmi les insectes ravageurs des cultures agricoles qui sont sensibles à l'infection figurent notamment  la teigne des crucifères (Plutella xylostella), le puceron russe du blé (Diuraphis noxia) et l'aleurode du tabac (Bemisia argentifolii).
Parmi les acariens, les espèces sensibles comprennent le tétranyque tisserand (Tetranychus urticae), l'acarien rouge des pomacées (Panonychus ulmi), le tétranyque brun (Byrobia rubrioculus) et le phytopte libre du pommier (Aculus schlectendali).

## Utilisation en lutte biologique
Cordyceps fumosorosea est employé pour lutter contre les insectes ravageurs dans différents types de cultures :  production de fleurs coupées et de plantes ornementales dans des serres et en pépinières, de légumes et notamment de choux, de coton, de maïs, de riz, etc.
Ce champignon peut également se comporter en mycoparasite et permettrait de maîtriser le développement et la propagation de l'oïdium des cucurbitacées (Sphaerotheca fuliginea) dans les cultures de concombres.
Une étude comparée de ce champignon avec  plusieurs autres hyphomycetes entomopathogènes a montré que Cordyceps fumosorosea permet une maîtrise plus efficace de la chenille du cœur du chou (Crocidolomia binotalis) que d'autres espèces telles que Beauveria bassiana ou Metarhizium anisopliae.
Des recherches menées par la Bioactive Agents Research Unit (unité de recherche des agents bioactifs) de l'USDA-ARS à Peoria ont montré que les blastospores germent plus rapidement sur la cuticule des aleurodes du tabac que les conidies. De ce fait, l'utilisation de blastospores serait plus avantageuse que celle des conidies pour la mise au point de préparations. Aucune formulation commerciale de Cordyceps fumosorosea n'est actuellement disponible aux États-Unis, alors qu'un produit est commercialisée dans l'Union européenne sous le nom commercial de « PreFeRal »,
Le champignon ne se développe pas à des températures supérieures à 32 °C. Il n'est pas considéré comme pathogène pour l'homme. Des expériences en laboratoire on montré qu'il n'est pas toxique pour les rats et il n'est pas considéré comme nuisible pour les oiseaux et les abeilles, les bourdons et pour toute une série d'arthropodes non-ciblés.

### références taxinomiques
- (en) Index Fungorum : Cordyceps fumosorosea (Wize) Kepler, B. Shrestha & Spatafora, 2017 (consulté le 18 novembre 2019)
- (en) MycoBank : Cordyceps fumosorosea (Wize) Kepler, B. Shrestha & Spatafora, 2017 (consulté le 18 novembre 2019)
- (fr + en) GBIF : Cordyceps fumosorosea (Wize) Kepler, B. Shrestha & Spatafora, 2017 (consulté le 18 novembre 2019)

### Autre
- (en) « Conclusion on the peer review of the pesticide risk assessment of the active substance Isaria fumosorosea strain Apopka 97 (formerly Paecilomyces fumosoroseus Apopka strain 97) », Autorité européenne de sécurité des aliments (EFSA).